# Black Nite Crash
Singles de Ride
I Don't Know Where It Comes From
Pistes de Tarantula
Sunshine/Nowhere to Run
Black Nite Crash est une chanson du groupe anglais Ride, parue en single en février 1996, un mois avant la sortie de l'album Tarantula. La chanson a atteint la 67e place du UK Singles Chart. Le single a été publié peu de temps avant la séparation du groupe et désigné "single of the week" par l'hebdomadaire musical Melody Maker.

## Titres
Tous les titres ont été écrits par Andy Bell, sauf mention contraire.
1. Black Nite Crash - 2:34
2. Nothing Lasts Forever - 3:31
3. Slave (Mark Gardener) - 3:50
4. A Trip Down Ronnie Lane - 3:37